# Mundungus Fletcher
Mundungus "Dung" Fletcher imaginaran je lik iz knjiga o Harryju Potteru.
Mundungus je u prvih nekoliko romana nekoliko puta spomenut samo u prolazu. U Harryju Potteru i Odaji tajni, Arthur Weasley prijavio je Mundungusa koji ga je pokušao ureći dok ga ovaj nije gledao. U Harryju Potteru i Plamenom peharu, ponovno je otkrivena njegova narav sitnog kriminalca kad je Percy Weasley prijavio da je Mundungus zahtijevao naknadu za navodni šator s dvanaest soba i jacuzzijem uništen tijekom posljednje utakmice svjetskog prvenstva u metloboju, iako je zapravo spavao u improviziranom šatoru napravljenom od plašta na štapovima. Na kraju Plamenog pehara, Dumbledore ga je spomenuo kao dio "stare garde", očito govoreći o članovima originalnog Reda feniksa, koji se tada trebao ponovno okupiti.
Fletcher se u knjigama nije osobno pojavio sve do drugog poglavlja Harryja Pottera i Reda feniksa. Tada je dobio zadatak da čuva Harryja Pottera kako bi se osiguralo da ga nitko ne napadne, ali Fletcher je otišao sa svojeg mjesta zbog mutnih poslova s kotlićima, i dementorima koje je poslala Dolores Umbridge ukazala se prilika za napad na Harryja što ga je prisililo na upotrebu Patronusa što je i bio Umbridgeičin plan. Zbog tog je zanemarivanja dužnost Fletcher navukao na sebe bijes Arabelle Figg.
Iako je Mundungus sitni kriminalac, veoma je odan Dumbledoreu koji ga je jednom vjerojatno izvukao iz ozbiljnih neprilika. Dumbledore mu vjeruje dovoljno da ga uključi u Red feniksa. Fletcher je opisan kao "zdepast, neobrijan muškarac kratkih. krivih nogu", "duge, raščupane riđe kose" te "podbuhlih očiju podlivenih krvlju zbog kojih je izgledao kao žalobni jazavčar". Također puši lulu iz koje izlaze oblačići zelenog dima koji miriše na spaljene čarape. (Njegovo ime dolazi od španjolske riječi mondongo što znači "stari, smrdljivi duhan".)
Članovi Reda feniksa imaju različita mišljenja o Mundungusu - Molly Weasley, koja ne odobrava njegove stalne mutne poslove koji su paralelni s njegovim poslovima za Red; ipak, nitko ne negira njegovu korisnost. Osim toga što je Fredu i Georgeu prodao inače teško dostupne sastojke potrebne za razvijane Weasleyjevih čarozeza, njegove mu veze omogućavaju da čuje ono što drugi ne mogu - glasine i informacije koje kolaju mračnijim dijelom čarobnjačke populacije koje bi se mogle pokazati važnima u borbi protiv Voldemorta.
Također ima i doživotnu zabranu ulaska u gostionicu Veprova glava zbog uvrede gostioničaru (Aberforthu Dumbledoreu). Mundungus je poznat po prerušavanju kako bi ipak ušao u Veprovu glavu i izbjegao zabranu. Iako je malo toga poznato o njegovom podrijetlu, Phineas Nigellus o njemu govori kao o čarobnjaku miješane krvi.
U Harryju Potteru i Princu miješane krvi, Harry je uhvatio Mundungusa ispred gostionice Tri metle dok je pokušavao prodati predmete u vlasništvu Siriusa Blacka (koji su nakon njegove smrti pripali Harryju) Aberforthu Dumbledoreu. Nakon tog sukoba, Mundungus se počeo skrivati, ali je kasnije završio u Azkabanu zato što je tijekom pljačke pokušavao imitirati Inferiusa. Moguće je da ga se Red odrekao zato što nitko nije ni prstom pomaknuo kako bi ga spasio.